# Аномир
Аномир е защитена местност в България. Разположена е в землището на село Лесидрен, област Ловеч.
Разположена е на площ 3 ha. Обявена е на 21 януари 1964 г. с цел опазване на характерен ландшафт.
Територията на защитената местност е част от защитените зони от Натура 2000 Васильовска планина и Централен Балкан Буфер по директивата за птиците.
В защитената местност се забраняват:
- провеждането на сечи, освен санитарни и ландшафтни такива, с оглед подобряване санитарното и украсно значение на горите около тези обекти;
- пашата на добитък, през всяко време на годината;
- разкриването на кариери, вадене на пясък, къртене на камъни, изхвърляне на сгурия и други промишлени отпадъци, както и всякакви действия, които загрозяват или нарушават природната обстановка около тях.[1]